# Deputati della XIV legislatura del Regno d'Italia
Questo elenco riporta i nomi dei deputati della XIV legislatura del Regno d'Italia.

## A
- Filippo Abignente
- Giulio Acquaviva
- Giulio Adamoli
- Carlo Agostinelli
- Francesco Alario
- Augusto Albini
- Claudio Alli Maccarani
- Pompeo Alvisi
- Luigi Amabile
- Michele Amadei
- Giuseppe Andrea Angeloni
- Pasquale Antonibon
- Pirro Aporti
- Edoardo Arbib
- Antonio Arcieri
- Marco Arese Lucini
- Giovanni Argenti
- Enrico Arisi
- Trofimo Arnulfi
- Clemente Asperti
- Vincenzo Avati

## B
- Alfredo Baccarini
- Guido Baccelli
- Agostino Bajocco
- Placido Balegno Di Carpeneto
- Giacomo Balestra
- Panfilo Ballanti
- Oreste Baratieri
- Augusto Barazzuoli
- Nicola Bardoscia
- Giovanni Barracco
- Luigi Barracco
- Atanasio Basetti
- Gian Lorenzo Basetti
- Gaetano Bassi Di Alanno
- Raffaele Basso
- Giuseppe Basteris
- Filippo Berardi
- Tiberio Berardi
- Giuseppe Berio
- Amos Bernini
- Domenico Berti
- Ferdinando Berti
- Lodovico Berti
- Ettore Bertolè Viale
- Giuseppe Biancheri
- Giulio Carlo Bianchi
- Giovanni Battista Billia
- Pasquale Billi
- Giacomo Bizzozero
- Teodorico Bonacci
- Clemente Bonavoglia
- Ruggiero Bonghi
- Cesare Bonoris
- Eugenio Bonvicini
- Gabriele Bordonaro Chiaromonte
- Bartolommeo Borelli
- Carlo Borgnini
- Davide Borrelli
- Emanuele Borromeo
- Giuseppe Borruso Bocina
- Giovanni Bortolucci
- Paolo Boselli
- Nicola Botta
- Giovanni Bovio
- Ascanio Branca
- Giuseppe Briganti Bellini
- Benedetto Brin
- Angelo Broccoli
- Gaetano Brunetti
- Tommaso Bucchia
- Giuseppe Buonomo

## C
- Giuseppe Cadenazzi
- Onorato Caetani Di Sermoneta
- Vincenzo Cafici
- Francesco Cagnola
- Giovanni Battista Cagnola
- Benedetto Cairoli
- Galeazzo Calciati
- Giovanni Camici
- Valentino Caminneci
- Francesco Campostrini
- Rosario Cancellieri
- Fabio Cannella
- Pietro Cantoni
- Luigi Canzi
- Pasquale Capilongo
- Marziale Capo
- Michele Capozzi
- Raffaele Cappelli
- Benedetto Capponi Giulii
- Alessandro Carancini
- Fabio Carcani Di Montaltino
- Paolo Carcano
- Antonio Cardarelli
- Giuseppe Carnazza Amari
- Carlo Carrelli
- Errico Castellano
- Alberto Castoldi
- Leopoldo Cattani Cavalcanti
- Alfonso Cavagnari
- Alberto Cavalletto
- Cesare Cavallini
- Felice Cavallotti
- Giuseppe Ceci
- Tommaso Celesia Di Vegliasco
- Giuseppe Cerulli Irelli
- Marcello Cherubini
- Desiderato Chiaves
- Luigi Chidichimo
- Bonaventura Chigi Zondadari
- Bruno Chimirri
- Luigi Chinaglia
- Giovanni Ciardi
- Gino Cittadella Vigodarzere
- Francesco Cocco Ortu
- Pietro Cocconi
- Gaspare Cocozza di Montanara
- Giovanni Codronchi Argeli
- Federico Colajanni
- Luigi Colesanti
- Guardino Colleoni
- Camillo Colombini
- Jacopo Comin
- Carlo Compans Di Brichanteau
- Luigi Consalvo
- Michele Coppino
- Eugenio Corbetta
- Vincenzo Cordova Savini
- Simone Corleo
- Salvatore Correale
- Cesare Correnti
- Tommaso Corsini
- Giovanni Corvetto
- Settimio Costantini
- Francesco Crispi
- Francesco Cucchi
- Luigi Cucchi
- Giovanni Curioni
- Costantino Cutillo

## D
- Antonio d'Arco
- Pietro d'Ayala Valva
- Cesare d'Ippolito
- Abele Damiani
- Cherubino Dari
- Giorgio Davico
- Carlo Cesare Giuseppe De Amezaga
- Vincenzo De Bassecourt
- Luigi De Blasio
- Antonio De Cesaris
- Luigi de Crecchio
- Ippolito De Cristofaro
- Teodosio De Dominicis
- Francesco De Renzis
- Giuseppe De Riseis
- Giulio Alessandro De Rolland
- Francesco De Sanctis
- Antonio De Witt
- Rocco de Zerbi
- Giacomo Del Giudice
- Cesare Del Prete
- Floriano Del Zio
- Leonardo Dell'Angelo
- Giacomo Della Cananea
- Luigi Della Croce
- Giovanni Della Rocca
- Gian Luca Della Somaglia Cavazzi
- Pietro Ugo delle Favare
- Pietro Delvecchio
- Agostino Depretis
- Giuseppe Dezza
- Luigi Di Balme Arnaldi
- Biagio Di Baucina (Licata)
- Gioacchino Di Belmonte (Granito)
- Gaetano Di Belmonte (Monroy Ventimiglia)
- Scipione Di Blasio
- Guido Orazio Di Carpegna Falconieri
- Domenico Bonaccorsi di Casalotto
- Cesare Di Gaeta
- Giuseppe Di Lenna
- Antonino Di Pisa
- Antonio Di Rudinì (Starrabba)
- Ernesto Di Sambuy (Balbo Bertone)
- Gennaro Di San Donato (Sambiase San Severino)
- Benedetto Di San Giuseppe
- Guido di San Martino Valperga
- Giovanni Di Sant'Onofrio Del Castillo
- Ugo Di Sant'Onofrio Del Castillo
- Domenico Di Santa Croce Sebastio
- Gaetano Gravina di Santa Elisabetta
- Ottavio Di Villadorata (Nicolacci)
- Luigi Diligenti
- Luigi Dini
- Ulisse Dini
- Donato Doglioni
- Pietro Donati

## E
- Augusto Elia
- Antonio Emo Capodilista
- Mariano Englen
- Rodolfo Englen
- Giovanni Battista Ercolani
- Paolo Ercole

## F
- Enrico Fabbrici
- Giuseppe Fabbricotti
- Nicolò Fabris
- Nicola Fabrizj
- Paolo Fabrizj
- Eugenio Faina
- Zeffirino Faina
- Nicola Falconi
- Pasquale Falco
- Giovanni Faldella
- Enrico Fano
- Gavino Fara
- Francesco Faranda
- Luigi Emanuele Farina
- Nicola Farina
- Domenico Farini
- Paolo Farinola Gentile
- Casimiro Favale
- Vincenzo Favara
- Enrico Fazio
- Luigi Fazio
- Nicolò Ferracciu
- Carlo Ferrari
- Luigi Ferrari
- Napoleone Ferraris
- Camillo Ferrati
- Telemaco Ferrini
- Quirico Filopanti
- Ignazio Filì Astolfone
- Giuseppe Finzi
- Filippo Florena
- Giovanni Antonio Folcieri
- Carlo Foppoli
- Giuseppe Fornaciari
- Alessandro Fortis
- Giustino Fortunato
- Michele Francica
- Carlo Franzosini
- Serafino Frenfanelli Cybo
- Filiberto Frescot
- Saverio Friscia
- Salvatore Fusco

## G
- Roberto Gaetani Di Laurenzana
- Lazzaro Gagliardo
- Antonio Gandolfi
- Giuseppe Garibaldi
- Menotti Garibaldi
- Giovanni Gattelli
- Bortolo Gattoni
- Francesco Genala
- Federico Genin
- Bonaventura Gerardi
- Germano Germanetti
- Luigi Gerra
- Tommaso Gessi
- Giovanni Battista Enrico Geymet
- Pietro Ghiani Mameli
- Angelo Giacomelli
- Ottorino Giera
- Giuseppe Giordano Apostoli
- Raffaello Giovagnoli
- Giuseppe Giovannini
- Antonio Giudice
- Vittorio Giudici
- Francesco Glisenti
- Giovanni Nicola Goggi
- Cesare Golia
- Achille Gori Mazzoleni
- Carlo Gorio
- Francesco Gorla
- Paolo Grassi
- Luigi Greco Cassia
- Bernardino Grimaldi
- Francesco Antonio Gritti
- Federigo Grossi
- Luigi Guala
- Prospero Guevara Suardo
- Alessandro Guiccioli

## I
- Gioacchino Imperatori
- Giuseppe Imperatrice
- Angelo Incagnoli
- Ludovico Carlo Incontri
- Mariano Indelicato
- Luigi Indelli
- Calcedonio Inghilleri
- Francesco Isolani

## L
- Nicola La Capra Sabelli
- Luigi La Porta
- Pietro Lacava
- Luigi Lagasi
- Giovanni Lanza
- Giuseppe Lanzara
- Leonardo Larussa
- Giuseppe Lazzaro
- Carlo Leardi
- Carlo Libetta
- Giuseppe Lioy
- Paolo Lioy
- Antonio Lo Presti
- Emanuele Lolli
- Augusto Lorenzini
- Francesco Lovito
- Ercole Lualdi
- Salvatore Lucca
- Giovanni Lucchini
- Raffaele Lucente
- Odoardo Luchini
- Cesare Lugli
- Guglielmo Lunghini
- Pietro Luporini
- Giovanni Luscia
- Pietro Luzzani
- Luigi Luzzatti

## M
- Luigi Raffaele Macry
- Carlo Alberto Ferdinando Maffei Di Boglio
- Niccolò Maffei
- Berardo Maggi
- Achille Majocchi
- Galeazzo Giacomo Maria Maldini
- Alessandro Malvano
- Nicola Mameli
- Pasquale Stanislao Mancini
- Antonio Mangilli
- Giuseppe Mantellini
- Lodovico Maranca Antinori
- Annibale Marazio di Santa Maria Bagnolo
- Domenico Marchiori
- Giuseppe Marcora
- Angelo Marescotti
- Adriano Mari
- Filippo Mariotti
- Francesco Marolda Petilli
- Nicola Marselli
- Ippolito Martelli Bolognini
- Mario Martelli
- Giovanni Martinelli
- Ferdinando Martini
- Giovanni Battista Martini
- Giuseppe Martinotti
- Francesco Marzi
- Gaetano Marzotto
- Luigi Mascilli
- Paolo Massa
- Giuseppe Massari
- Alceo Massarucci
- Francesco Masselli
- Antonio Mattei
- Emilio Mattei
- Ruggiero Maurigi Di Castel Maurigi
- Isacco Maurogonato Pesaro
- Pietro Mazza
- Bonaventura Mazzarella
- Pietro Mazziotti
- Francesco Meardi
- Nicolò Melchiorre
- Francesco Mellerio
- Nicolò Melodia
- Liborio Menichini
- Giuseppe Merzario
- Angelo Messedaglia
- Camillo Mezzanotte
- Luigi Alfonso Miceli
- Giuseppe Micheli
- Bernardino Milon
- Marco Minghetti
- Tommaso Minucci
- Stanislao Mocenni
- Giorgio Ambrogio Molfino
- Cirillo Emiliano Monzani
- Giovanni Battista Morana
- Antonio Mordini
- Donato Morelli
- Giuseppe Mori
- Michele Morini
- Antonio Mosca
- Carlo Moscatelli Di Castelvetere
- Giuseppe Mussi

## N
- Giuseppe Nanni
- Luigi Napodano
- Gaetano Negri
- Luigi Nervo
- Filippo Nicastro Ventura
- Giovanni Nicotera
- Pietro Nocito

## O
- Giovanni Oddone
- Baldassarre Odescalchi
- Antonio Oliva
- Achille Olivieri
- Fileno Olivieri
- Salvatore Omodei Ruiz
- Fulgenzio Orilia
- Vincenzo Ottavi

## P
- Salvatore Pacelli
- Vincenzo Pace
- Giovanni Battista Paita
- Carlo Palomba
- Giuseppe Palomba
- Carlo Italo Panattoni
- Beniamino Pandolfi Guttadauro
- Antonio Panzera
- Nicolò Papadopoli Aldobrandini
- Angelo Papadopoli
- Ulisse Papa
- Cesare Parenzo
- Gaetano Parisi Parisi
- Salvatore Parpaglia
- Ernesto Pasquali
- Cesare Pastore
- Francesco Paternostro
- Luigi Bernardo Patrizi
- Giuseppe Pavoncelli
- Lisiade Pedroni
- Clemente Pellegrini
- Luigi Pellegrino
- Luigi Girolamo Pelloux
- Marcello Pepe
- Costantino Perazzi
- Giovanni Battista Pericoli
- Pietro Pericoli
- Arturo Perrone Di San Martino
- Ubaldino Peruzzi
- Luigi Petriccione
- Francesco Petronio
- Ferdinando Petruccelli Della Gattina
- Luigi Pianciani
- Vincenzo Picardi
- Ercole Piccinelli
- Francesco Piccoli
- Augusto Pierantoni
- Salvatore Maria Pirisi Siotto
- Achille Plebano
- Agostino Plutino
- Fabrizio Plutino
- Andrea Podestà
- Giovanni Battista Polidori
- Achille Polti
- Nicola Polvere
- Giorgio Pozzolini
- Piero Puccioni
- Carlo Pulcrano
- Leopoldo Pullè

## Q
- Niccolò Quartieri

## R
- Francesco Raffaele
- Edilio Raggio
- Luigi Ranco
- Carlo Randaccio
- Antonio Ranieri
- Francesco Ratti
- Cesare Razzaboni
- Antonio Riberi
- Spirito Riberi
- Bettino Ricasoli
- Francesco Ricci
- Cesare Ricotti Magnani
- Augusto Righi
- Pietro Rinaldi
- Enrico Riola
- Vincenzo Riolo
- Luigi Rizzardi
- Giuseppe Robecchi
- Vincenzo Roberti
- Vincenzo Rogadeo
- Leone Romanin Jacur
- Gian Domenico Romano
- Giuseppe Romano
- Gian Bartolo Romeo
- Antonio Roncalli
- Scipione Ronchetti
- Tito Ronchetti
- Amos Ronchey
- Giovanni Battista Ruggeri della Torre
- Mariano Ruggiero
- Augusto Ruspoli
- Emanuele Ruspoli

## S
- Gualtiero Sacchetti
- Saladino Saladini Pilastri
- Francesco Salaris
- Giuseppe Salemi Oddo
- Cesare Saluzzo di Monterosso
- Mauro Samarelli
- Michele Sambiase San Severino
- Claudio Sandonnini
- Giovanni Antonio Sanguineti
- Adolfo Sanguinetti
- Giacomo Sani
- Medoro Savini
- Domenico Sciacca Della Scala
- Giovanni Secondi
- Federico Seismit Doda
- Quintino Sella
- Bernardino Serafini
- Giuseppe Serazzi
- Ottavio Serena
- Tito Serra
- Vittorio Serra
- Alfredo Serristori
- Giovanni Severi
- Francesco Sforza Cesarini
- Ferdinando Siccardi
- Luigi Simeoni
- Ranieri Simonelli
- Giovanni Battista Simoni
- Nicola Sole
- Luigi Solidati Tiburzi
- Giuseppe Solimbergo
- Giovanni Maria Solinas Apostoli
- Giorgio Michele Sonnino
- Sidney Costantino Sonnino
- Gavino Soro Pirino
- Tommaso Sorrentino
- Venceslao Spalletti
- Federico Spantigati
- Silvio Spaventa
- Casimiro Sperino
- Francesco Saverio Sprovieri
- Giovanni Squarcina
- Alessio Suardo

## T
- Diego Tajani
- Raffaele Tajani
- Michele Tedeschi Rizzone
- Giovanni Battista Tenani
- Francesco Tenerelli
- Ignazio Thaon di Revel
- Vincenzo Tittoni
- Antonio Giovanni Toaldi
- Piero Torrigiani
- Francesco Tortorici
- Giuseppe Toscanelli
- Carlo Tranfo
- Giuseppe Ignazio Trevisani
- Giuseppe Triani
- Francesco Trinchera
- Pietro Paolo Trompeo
- Agostino Tumminelli Conti
- Giovanni Battista Turella
- Carlo Turi

## U
- Errico Ungaro

## V
- Pietro Vacchelli
- Felice Vallegia
- Pasquale Valsecchi
- Giovanni Battista Francesco Varè
- Alfonso Vastarini Cresi
- Carlo Vayra
- Attilio Velini
- Luigi Viarana
- Carlo Vigna
- Francesco Villani
- Pasquale Villari
- Tommaso Villa
- Emilio Visconti Venosta
- Giovanni Battista Visintini
- Alfonso Visocchi
- Francesco Saverio Vollaro

## Z
- Giuseppe Zanardelli
- Domenico Zeppa
- Francesco Zuccaro Floresta
- Giovanni Zuccaro
- Giovanni Zucconi
- Luigi Zuppetta